# T-35
T-35 je sovjetski teški tenk u Drugom svjetskom ratu. Jedini je tenk s pet kupola koji je proizveden u većem broju. Najviše T-35 tenkova korišteno je tijekom operacije Barbarossa u kojoj su uništeni u većini slučajeva zbog mehaničkog kvara, a manje od neprijateljskih njemačkih tenkova. Iako je njegova ratna "karijera" bila kratka i potpuno neuspješna, ipak je donio i nešto dobro. Kao prvo, sovjetski su inženjeri i na ovom projektu stjecali nužna znanja i iskustva. Drugo, nedvojbeno je dokazano da je koncepcija teškog tenka s puno kupola promašena, pa se Crvena armija okrenula razvoju znatno modernijih tenkova. Na kraju je, uključujući T-35-1 i T-35-2, sveukupno dovršeno tek 61 T-35.

## Razvoj
U razvoj tenkova SSSR se, silom prilika, uključio dosta kasno. Naime, nakon što su u Oktobarskoj revoluciji komunisti preuzeli vlast u Rusiji, te 1918. potpisali primirje s Njemačkom (i tako izašli iz I. svjetskog rata) iste je godine izbio građanski rat. Rat je potrajao do kraja 1920., a nakon njegovog kraja Rusija se našla u sveopćoj neimaštini. Zbog toga je komunistička vlast pokrenula novu ekonomsku politiku. Prva je petoljetka dovršena 1925., a nakon toga počela je sveopća industrijalizacija (od 1926. do 1929.). U međuvremenu je u prosincu 1922. osnovan Savez Sovjetskih Socijalističkih Republika (SSSR). Nakon ubrzane industrijalizacije od 1929. do 1933. proveden je prvi petogodišnji plan (tzv. petoljetka) industrijske proizvodnje koji je obuhvatio i namjensku proizvodnju.
Jedan dio petoljetke odnosio se na ubrzani razvoj i proizvodnju sovjetskih tenkova kako bi se ojačala vojska. U to vrijeme političko vodstvo SSSR-a još uvijek je strahovalo od moguće kontrarevolucije i napada zapadnih sila, ali još nisu kovani planovi za širenje komunističke revolucije po svijetu. U skladu s tim strahovima procijenjeno je da se naglasak treba dati razvoju obrambenog oružja. U slučaju tenkova to su bili teški tenkovi. Tako je u prosincu 1930. dano službeno dopuštenje za razvoj prvog sovjetskog teškog tenka T-30 mase 50 tona, naoružana jednim topom od 76 mm i s pet teških strojnica. No, projekt T-30 nikad nije otišao dalje od planova. Ponajviše iz političkih razloga 1932. napravljena je drvena maketa, ali je cijeli projekt ubrzo otkazan zbog nerješivih tehničkih problema.
Kako je potreba za domaćim tenkovima (i ostalim oružjem) bila velika napravljeno je još nekoliko sličnih projekata koji su propali, više-manje zbog istih razloga. Sovjetski stručnjaci jednostavno su imali premalo iskustva s projektiranjem i razvojem tenkova.
Jedino je rješenje bilo dovođenje stranih stručnjaka koji bi istodobno podučavali sovjetske i napravili izvedivi projekti. Zbog toga je u ožujku 1930. u SSSR stigla mala grupa njemačkih inženjera predvođena Edwardom Grotteom. Smjestili su ih u Lenjingrad kako bi radili u tamošnjem Specijalnom dizajnerskom birou AVO-5 kod tvornice Boljševik. U to je vrijeme AVO-5 već radio na projektu TG-1, koji je zapravo više služio za usvajanje znanja i skupljanje iskustava nego kao razvojni projekt budućeg tenka. U kolovozu 1931. dovršen je prvi prototip TG-1. Nakon okončanja prvih testiranja njemački su inženjeri vraćeni u Njemačku, a AVO-5 je potpuno reorganiziran.
Na iskustvima stečenim razvojem TG-1 odlučeno je da se razvije prvi sovjetski operativni teški tenk. Tako je 1. kolovoza 1931. donesena odluka o početku razvoja tenka mase 35 tona označenog kao T-35. Prvi je prototip, označen kao T-35-1, dovršen 20. kolovoza 1932., da bi 1. rujna iste godine pokazan je državnoj komisiji. Tenk se, navodno, dojmio svih članova komisije, pa je tako osiguran početak serijske proizvodnje koja je odobrena 11. kolovoza 1933. Serijska proizvodnja organizirana je u Tvornici lokomotiva u Kharkovu.
Izvana gledajući T-35 je koncepcijski nalikovao na britanski teški tenk Vickers A1E1 Independent s pet kupola. Ne postoje konkretni dokazi da su sovjetski stručnjaci imali pristup britanskom projektu, pa se vjeruje da su tijekom projektirana Independent uzeli kao uzor.
Iako dio izvora navodi kako je osnovna namjena T-35 bila potpora pješačkim napadima i uništavanje fortifikacija, to ipak nije tako. T-35 je projektiran za pričuvne snage vrhovnog zapovjedništva Crvene armije kao osnovno oružje za sprećavanje prodora neprijateljskih snaga preko ukrajinskih, bjeloruskih i ruskih ravnica.

## Serijska proizvodnja
Testiranja obavljena tijekom jeseni 1932. otkrila su probleme s mijenjačkom kutijom. Uz to razrada projektne dokumentacije i planova serijske proizvodnje pokazala je da bi T-35 bio presložen i preskup za proizvodnju. Zbog toga je AVO-5 dobio zadaću da pokuša u vrlo kratkom vremenu pojednostaviti konstrukciju. Prekinuta su daljnja testiranja T-35-1 koji je naposljetku poslan u lenjingradski centar za obuku tenkovskih posada.
U veljači 1933. započeo je rad na novom, poboljšanom T-35-2. Kako bi se pojeftinila i ubrzala proizvodnja tenkova Staljin je zapovjedio standardizaciju kupola, prije svega na tenkovima T-28 i T-35. Kako bi poboljšali pokretljivost ugradili su benzinski motor M-17 s novom mijenjačkom kutijom i poboljšali ovjes. Sve ostalo bilo je isto kao i na T-35-1. T-35-2 dovršen je u travnju 1933., a već 1. svibnja pokazali su ga na prvomajskoj paradi u Lenjingradu, dok je T-35-1 vozio po moskovskom Crvenom trgu. Tako su i T-35-1 i T-35-2 poslužili tek kao prototipovi, ili bolje rečeno demonstratori tehnologija, za serijski T-35A koji je razvijan paralelno s ispitivanjima oba prototipa. U svibnju 1933. sovjetska je vlada načelno odobrila početak serijske proizvodnje T-35A, a službena je dozvola izdana 11. kolovoza iste godine.

### T-35A
U odnosu na T-35-1/2 na T-35A su unesene mnoge promjene. Novi je tenk dobio duže podvozje, manje kupole i modificirani trup. U osnovi bio je to novi tenk koji je objedinio najbolje odlike T-35-1 i T-35-2 i nekih drugih sovjetskih eksperimentalnih tenkova toga vremena. Unatoč svim naporima da se proizvodnja pojednostavni i pojeftini, ona je i dalje bila zahtjevna i spora. Uz to, prvi su serijski primjerci bili toliko nepouzdani da su ih praktički morali nanovo presložiti. O složenosti i nestandardizaciji proizvodnje najbolje govori podatak da je svaki T-35 zapravo bio jedinstven proizvod koji se razlikovao od prethodnika. Zbog toga i nije bilo standardnog serijskog primjerka, tim prije što su se projektanti trudili da u svaki novi tenk ugrade neko poboljšanje.
Kako bi je ubrzali proizvodnja podsustava i komponenti podijeljena je u više tvornica. Tako su se tijela proizvodila u tvornici Izhorskij, mijenjačke kutije u tvornici Krasnij Oktjabri, a motori u tvornici Rubinskij. Proizvodni planovi predvidjeli su početak proizvodnje u tim tvornicama već u lipnju 1933., ali su je mnogobrojni problemi odgodili za kolovoz te godine. Zbog toga je završno sklapanje prvog "serijskog" T-35A započelo 18. listopada 1933. Dovršen je 1. studenog iste godine. Tenk je javnosti prvi put prikazan 1. svibnja 1934. na prvomajskoj paradi. Prema odluci sovjetske vlade od 25. listopada 1933. do 1. siječnja 1934. trebalo je isporučiti pet T-35A i jedan T-35B (s motorom M-34), ali do tog datuma dovršen je još samo jedan T-35A. Još su tri T-35A dovršena bez naoružanja, a proizvodnja T-35B nikad nije ni pokrenuta.
Jedan od razloga za tako sporu proizvodnju bila je i njezina cijena. Tako je na početku proizvodnje jedan T-35A stajao čak 525 000 rubalja za što se moglo napraviti devet lakih tenkova BT-5. To će na kraju biti i presudan razlog obustavljanja proizvodnje T-35.
Plan za 1934. tražio je proizvodnju deset T-35A. Iako je tijekom proizvodnje tvornica samostalno unijela neke izmjene kako bi smanjila cijenu tenka, proizvodnja je i dalje bila vrlo spora. Najveći su problemi bili s motorom M-17 (često se pregrijavao) i krhkim gusjenicama koje nisu mogle izdržati masu tenka. Nekim čudom tvornica je ipak uspjela dovršiti deset T-35A do kraja godine.
Tijekom 1937. izvedeni su veći zahvati radi otklanjanja nedostataka. Promijenjena je mijenjačka kutija sa spojkama, električna oprema, upravljačke palice vozača, poboljšan je spremnik za ulje motora. Uz to postavljena je toplinska izolacija između motora i odjeljka za posadu. Nakon tih promjena pouzdanost T-35 navodno se bitno poboljšala.

### T-35A sa stožastom kupolom
Izvana gledano, sa svojih 3,5 metra visine, činilo se da u T-35 ima pregršt prostora. Zapravo je bilo dijametralno suprotno, jer su već osobe više od 185 centimetra imale problema s prostorom. Naime, svaka je kupola zahtijevala svoj sustav za pokretanje, a svako je oružje zauzimalo svoj prostor, plus borbeni kompleti itd. Nakon nekog vremena posade bi se privikle na skučeni prostor i naučile kako se kretati kroz tenk, a da ne razbiju glavu ili ozlijede neki drugi dio tijela. Tek su prve bitke s Nijemcima u II. svjetskom ratu pokazale da je nedostatak prostora manji problem. Naime, iako je T-35 imao čak pet kupola, a svaka je imala svoj otvor na krovu, posade su vrlo teško napuštale uništene, oštećene ili pokvarene tenkove. Zapravo je bila prava noćna mora napustiti tako visok tenk kroz otvoren na kupolama. Tako su se zapovjednik, ciljatelj i vezista koji su sjedili u glavnoj kupoli morali prvo popeti na 3,5 metra visine kako bi potom sišli na zemlju i pritom bili lako uočljive mete.
Ni položaj vozača nije bila ništa bolji jer je tijekom vožnje dobro vidio samo prema naprijed i donekle prema desno. Lijevo i unazad nije vidio ništa. Uz to, njegov bi se otvor za izlazak blokirao svaki put kad bi se kupola sa strojnicom okrenula prema naprijed. U tom slučaju vozač nikako nije mogao izaći iz tenka. Uz to, vozač se morao "boriti" s očajnom pokretljivošću. Osim što je bio spor, T-35 je mogao svladati kosine do samo 17 stupnjeva. Poseban je problem bio prijelaz preko mostova. Velik dio tadašnjim sovjetskih mostova (osim željezničkih) nisu mogli podnijeti masu T-35. Zbog toga je donijeta preporuka da se mostovi prelaze pojedinačno brzinama do 15 km/h. Samo su mostove s dva luka mogla istodobno prelaziti dva T-35, ali se i tada morao držati razmak od najmanje 50 metara.

## Operativna uporabu
Iako je T-35 imao katastrofalnu pouzdanost i konstantne probleme s motorom, njegov najveći problem bila je nedostatna oklopna zaštita, naročito nakon pojave tada najsuvremenijih njemačkih tenkova. Kako je tenk i s takvim oklopom bio pretežak (45 tona), nikakvo povećanje debljine oklopa nije dolazilo u obzir. Umjesto toga se razina zaštite pokušala povećati promjenom oblika kupola koje su dobile stožasti oblik. Proizvodnja novog tenka započela je potkraj 1938. godine. Po zapisima proizvođača dovršeno je samo pet tenkova sa stožastim kupolama.
Prvi serijski T-35 poslani su u 5. tešku tenkovsku pukovniju koja je 12. prosinca 1935. reorganizirana u 5. samostalnu brigadu teških tenkova. Brigada se sastojala od tri tenkovske bojne, bojne za obuku i nekih pomoćnih postrojbi. Osnovna namjena brigade bila je potpora pješačkim i tenkovskim postrojbama pri svladavanju utvrđenih položaja.
Prije njemačkog napada na SSSR T-35 nije rabljen u borbama. Zapravo, da se slušalo zapovjednike s terena nikad se ni jedan T-35 ne bi našao u borbi. Na konferenciji Crvene armije održanoj 27. lipnja 1940., na kojoj se raspravljao o razvoju i uporabi oklopnih vozila, posebna je pozornost posvećena T-35. Neki su časnici predlagali da se svi T-35 konvertiraju u samovozne topove (kao SU-14), dok su drugi inzistirali da ih se povuče iz postrojbi prve crte te preda vojnim akademijama. Zanimljivo je da ni jedan časnik nije predlagao da se T-35 uporabi u mogućim borbama. Unatoč tome vodstvo Crvene armije je, zbog kroničnog nedostatka tehnike, ipak odlučilo zadržati "tridesetpetice" u svojim novoformiranim mehaniziranim korpusima. Kao rezultat reforme svi su se T-35 našli u 67. i 68. tenkovskoj pukovniji 34. tenkovske divizije unutar 8. mehaniziranog korpusa (Kijevski vojnik distrikt).
Tijekom operacije Barbarosa (njemački napad na Sovjetski Savez) izgubljeno je devedeset posto T-35 koji su uporabljeni u borbama. Zanimljivo je kako ne postoji podatak da su ijedan uništli njemačke snage, već su sve uništile posade kako ih Nijemci ne bi zarobili. Razlog tome bio je što su se svi tenkovi, kad su posade pokušale iz njih izvući maksimum, jednostavno pokvarili (najčešće sustav za prijenos snage s motora na gusjenice). Zadnju borbenu uporabu T-35 doživio je u ranoj fazi borbe za Moskvu. Četiri tenka predana su postrojbama za obuku budućih tenkovskih posada i ti su preživjeli rat.

## Opis tenka
Iako je početna specifikacija tražila tenk mase 35 tona, projektanti su se malo "zaigrali" pa je prototip težio 42 tone, a masa serijskih primjeraka narasla je za još tri na 45 tona. Unatoč tako velikoj masi oklop je bio poprilično tanak - između 30 i 40 mm. "Višak" mase nastao je zbog glomazne konstrukcije. Tako je dužina T-35A bila 9,72 a visina čak 3,43 metra. Kako bi se osiguralo dovoljno prostora za smještaj pet kupola i širina je bila 3,2 metra.

### Naoružanje
Po svim konstrukcijskim značajkama T-35 je bio idealan za postavljanje više kupola. Kupole su postavljene u dvije razine pri čemu je glavna kupola bila na najvišem položaju kako bi se omogućilo da najsnažnije oružje djeluje u svih 360 stupnjeva. S prednje i stražnje strane postavljena je po jedna kupola s topom 20K kalibra 45 mm i još dvije kupole sa strojnicama 7,62 mm. Nažalost, takvo je rješenje donijelo visinu tek nešto malo manju od 3,5 metra što je značilo da će na otvorenim prostranstvima Ukrajine, Bjelorusije i Rusije neprijatelj prije zamijetiti T-35 nego njegova posada neprijatelja. Uz to, sovjetski je tenk bio znatno sporiji od njemačkih konkurenata što je njemačkim posadama davalo dodatnu prednost da mogu birati pravac napada. Naravno, problema s brzinom nije bilo samo kad su motor i mijenjačka kutija ispravno radili, a to je bio nedostatak koji nikad nije uspješno otklonjen.
Glavna kupola dobila je top kalibra 76,2 mm. Prvobitno je planirano da se ugrađuje top PS-3, ali zbog nemogućnosti njegove nabave ugrađivan je top KT-28 istog kalibra (prvi je prototip zbog toga dovršen s drvenom maketom topa). Početna brzina granate na ustima cijevi bila je 381 m/s. Borbeni komplet za top 76,2 mm činilo je 96 granata. Uz top od 76,2 mm postavljena je i strojnica DT kalibra 7,62 mm. U dvije bočne kupole (jedna s prednje, druga sa stražnje strane vozila) prvobitno su namjeravali ugrađivati topove kalibra 37 mm, ali su oni naknadno zamijenjeni topovima od 45 mm početne brzine granate od 760 m/s. Borbeni komplet za topove od 45 mm bio je 220 granata. U preostale dvije kupole ugrađene su strojnice kalibra 7,62 mm. Za strojnice kalibra 7,62 mm posada je imala na raspolaganju čak 10 000 metaka.

### Pokretljivost
Za pokretanje je prvo odabran benzinski motor M6, koji je kasnije zamijenjen snažnijim M-17M. Riječ je zapravo o benzinskom motoru namijenjenom uporabi na avionima koji je imao 12 cilindara postavljenih u V konfiguraciji. Unatoč snažnom motoru od 500 ks T-35-1 je jedva mogao postići maksimalnu brzinu od 28 km/h. U praksi, kad bi ga nakrcali gorivom, streljivom, vodom i hranom za posadu brzina bi teško prelazila preko 20 km/h. Spremnik za gorivo je imao zapreminu od 911 litara, što je bilo dovoljno za najviše 150 kilometara "štedljive" vožnje.

### Rasporedi dužnosti članova posade
Svaki je tenk T-35 u stvari bio mala postrojba (slična brodu), pa je dobio posadu od čak 11 članova. Zapovjednik tenka (najčešće natporučnik) sjedio je u glavnoj kupoli desno od topa. Osim što je zapovijedao posadom, morao je puniti top od 76,2 mm i pucati iz strojnice. Drugi član posade po važnosti bio je zamjenik zapovjednika u činu poručnika. Sjedio je u kupoli broj 2 s prednje desne strane tenka. Borbena zadaća mu je bila pucati iz topa kalibra 45 mm, a uz to je brinuo za ispravnost cijelog tenka. Iza njega po rangu bio je mlađi tehničar (viši dočasnik) koji je sjedio u prednjem dijelu tenka. Zadaća mu je bila upravljanje tenkom i održavanje pogonskog sustava. Uz njega, kao njegov pomoćnik bio je vozač. Njegovo je mjesto bilo u kupoli broj 3 (prednja lijeva). Zadaće su mu bile pucanje iz strojnice, održavanje pogonskog sustava i po potrebi upravljanje tenkom. U glavnoj kupoli uz zapovjednika sjedio je i zapovjednik glavne kupole. Njegova osnovna zadaća bila je pucanje iz topa 76,2 mm i briga o ispravnosti topa i kupole. Zapovjednik kupole broj 2 sjedio je u njoj sa zamjenikom zapovjednika. Zadaća mu je bila punjenje topa i održavanje ispravnosti topa i kupole. U kupoli broj 4 sjedio je njezin zapovjednik koji je pucao iz topa, te brinuo o ispravnosti topa i kupole. Uz to je obavljao dužnost zamjenika zapovjednika glavne kupole. Pokraj njega je bio mlađi vozač. Osim što je punio top kupole broj 4, bio je zadužen za ispravnost gusjenica i ovjesa. U posadi je bio i zapovjednik kupole broj 5 zadužen za pucanje iz strojnice i održavanje kupole. Poseban dio posade činili su vezist, stariji vozač i mehaničar. Vezist je bio smješten ispod glavne kupole. Osim zadaća održavanje radiouređaja u borbi je služio i kao donositelj streljiva za top od 76,2 mm. Stariji vozač i mehaničar sjedili su u stražnjem dijelu tenka i jedina im je zadaća bila održavanje benzinskog motora i mijenjačke kutije.